# Kieler Fjord

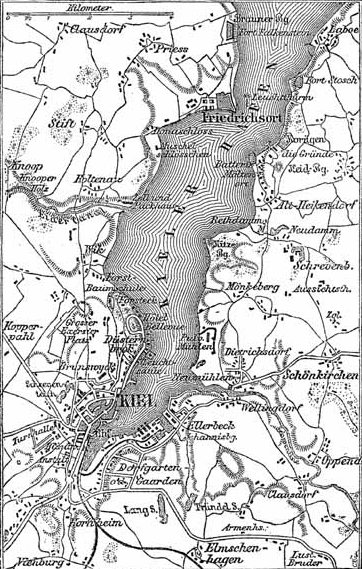
Kaart uit 1888

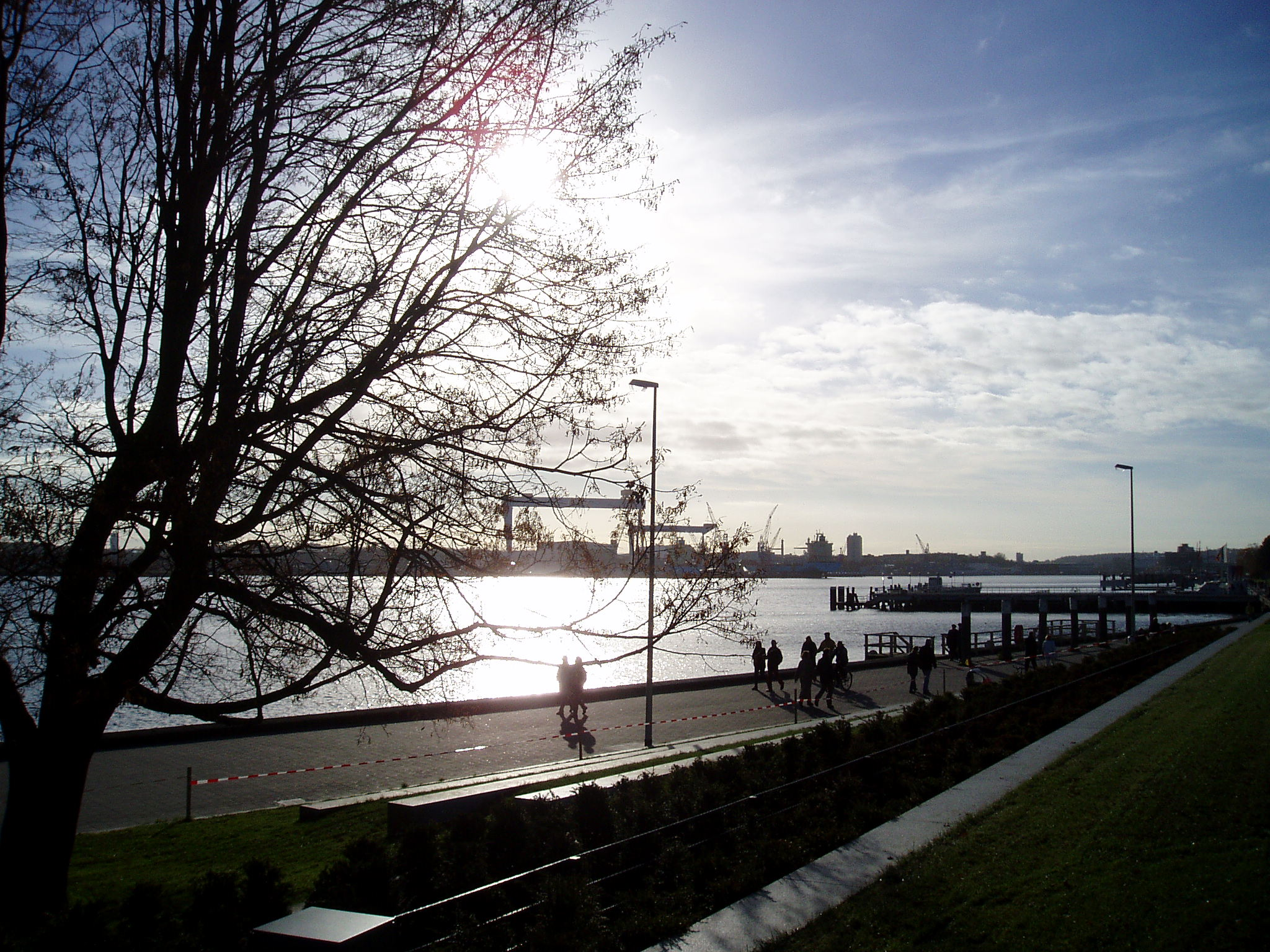
Zicht op het Kieler Fjord

De Kieler Fjord (Duits: Kieler Förde) is een fjord van ongeveer 17 kilometer lang die uitmondt in de Oostzee aan de kustlijn van de Duitse deelstaat Sleeswijk-Holstein, in het noorden van Duitsland. De Kieler Fjord begint aan de Hörn in het stadscentrum van de stad Kiel en baant zich een weg naar de baai van Kiel.
Het oostelijke eindpunt van het kanaal van Kiel ligt aan het Kieler Fjord. Aan de Friedrichsorter Enge is het Kieler Fjord op zijn smalst, de breedte van het fjord is daar beperkt tot nauwelijks één kilometer. De Schwentine, een klein riviertje, mondt uit in het Kieler Fjord nabij het dorp Dietrichsdorf.

## Plaatsen langs de Kieler Fjord (selectie)
- Strande
- Kiel
- Neumühlen-Dietrichsdorf
- Mönkeberg
- Kitzeberg
- Heikendorf
- Möltenort
- Laboe
- Stein
- Wendtorf
- Heidkate